# Pjatigorsk
Pjatigorsk (in russo: Пятигорск, Pjatigorsk) è una città della Russia di 145 952 abitanti; è una delle città più importanti del Kraj di Stavropol'. Dal 19 gennaio 2010 è capoluogo del Circondario federale del Caucaso Settentrionale.
Il suo nome, in russo, significa cinque montagne (pjat', пять, cinque, e gora, гора, montagna), e le viene dal fatto di sorgere a poca distanza dalle cime del Beshtau (che ha in turco lo stesso significato).

## Geografia fisica
Pjatigorsk sorge in una pianura a nord della catena montuosa del Caucaso, ai piedi del monte Beshtau. È attraversata dal fiume Podkumok e sorge a 600 metri d'altezza. Pjatigorsk sorge a 141 km a sud-est da Stavropol'.

## Storia
La prima menzione sulle sorgenti termali della zona fu fatta dallo scrittore arabo Ibn Battuta, che visitò l'area nel 1334. Nel 1780 venne costruita sull'area dell'attuale Pjatigorsk una fortezza militare ribattezzata Kostantinogorskaja. Nel 1803 venne costruito il primo stabilimento termale. Il 24 aprile dello stesso anno lo Zar Alessandro I emanò un decreto che conferiva allo stato russo l'esclusivo diritto dello sfruttamento delle acque termali di Pjatigorsk. La realizzazione della linea ferroviaria Rostov sul Don-Vladikavkaz nel 1873 garantì a Pjatigorsk un costante arrivo di turisti e villeggianti.
Nel 1918, nel corso della guerra civile russa, Pjatigorsk fu capitale dell'effimera Repubblica Sovietica del Caucaso Settentrionale. Proprio in questo periodo si ebbe da parte delle Guardie Rosse l'omicidio di massa degli ufficiali dell'esercito zarista, tra le vittime vi fu il tenente generale Radko Dimitriev. Durante la seconda guerra mondiale venne occupata dall'esercito tedesco.

## Società

### Evoluzione demografica[2]
Abitanti censitiAnno030000600009000012000015000018561931197020022016Popolazione

### Clima
Fonte: WorldClimate.com
- Temperatura media annua: 8,6 °C
- Temperatura media del mese più freddo (gennaio): −3,9 °C
- Temperatura media del mese più caldo (luglio): 21,4 °C
- Precipitazioni medie annue: 607 mm

## Infrastrutture e trasporti
La città è collegata alla rete ferroviaria russa attraverso la stazione di Pjatigorsk.

## Amministrazione

### Gemellaggi
Pjatigorsk è gemellata con:
- Panagjurište, dal 1972
- Dubuque, dal 1989
- Schwerte, dal 1992
- Trikala, dal 1995
- Kochi, dal 2012
- Hévíz, dal 2012